# Moltiplicatore keynesiano
In economia il moltiplicatore keynesiano è uno strumento fondamentale di analisi macroeconomica.
La prima elaborazione del meccanismo del moltiplicatore del reddito si deve a Richard Kahn, allievo di John Maynard Keynes, che ne espose il funzionamento in un articolo del 1931. Keynes successivamente lo incorporerà nel suo modello relativo agli effetti della spesa pubblica, riprendendo quell'intuizione e rielaborandola nella sua Teoria generale dell'occupazione, dell'interesse e della moneta (1936). Il Moltiplicatore, come elaborato da Keynes, permette di individuare l'effetto sul reddito complessivo di un certo livello incrementale di consumo, o di investimento o di spesa pubblica, all'interno del sistema economico. Il moltiplicatore misura infatti la percentuale di incremento del reddito nazionale in rapporto all'incremento di una o più variabili macroeconomiche componenti la domanda aggregata: consumi, investimenti e spesa pubblica. Il reddito percepito da un soggetto viene destinato in parte al risparmio e in parte al consumo. Le scelte personali dipendono dal reddito e dalla situazione familiare e lavorativa del soggetto. Ossia una maggior disoccupazione causa un minor consumo, un minor consumo causa una minor domanda di beni e una minor domanda provoca una minor produzione. Keynes quindi vuole un intervento da parte dello Stato stesso per nuovi posti di lavoro.

## Descrizione
Si identifichi come " c' " il parametro detto "propensione marginale al consumo", che può variare da 0 a 1 e indica la percentuale del reddito che viene re-investita dai consumatori in consumo stesso.
Nella sua forma standard il moltiplicatore assume la seguente forma:
{\displaystyle 1/(1-c')}
Notiamo che all'aumentare di c', 1 - c' diviene più piccolo, e di conseguenza tutto il moltiplicatore diviene più grande.
Il moltiplicatore moltiplica per l'appunto la somma dei parametri di domanda:
- C0: indica il consumo di sussistenza, ovvero quella parte di consumo di base che permette agli uomini che danno vita all'economia di sopravvivere.
- G: indica la spesa pubblica, ovvero il livello aggregato di investimenti statali.
- I: indica il livello di investimenti privati in attività produttive.
- NX: indica il livello delle esportazioni al netto delle importazioni (esportazioni nette o bilancia commerciale).

Nella sua forma base quindi il moltiplicatore si troverà generalmente in questa forma:
{\displaystyle [1/(1-c'(1-t))]*(C0+G+I+NX){\mathsf {\mathsf {}}}}
Di conseguenza, tanto più grande è la propensione marginale al consumo c', tanto più grande diviene il moltiplicatore [1/(1-c')], e tanto maggiore sarà l'espansione totale dell'economia. Tuttavia, è importante ricordare che le imposte proporzionali al reddito e le indennità di disoccupazione sono in grado attenuare le fluttuazioni della produzione derivanti dagli effetti del moltiplicatore keynesiano e per questo vengono definiti stabilizzatori automatici.
Questa analisi è tuttavia assolutamente basilare e non tiene conto di variabili importanti come il finanziamento della spesa pubblica G e le attività finanziarie.
Per una visione più completa, si veda la voce modello IS-LM che tiene conto di entrambe le variabili escluse.